# Sergitius spiniger
 (novembre 2021).
Genre
Espèce
Sergitius spiniger, unique représentant du genre Sergitius, est une espèce d'opilions laniatores à l'appartenance familiale incertaine.

## Distribution
Cette espèce est endémique de la province de Morobe en Papouasie-Nouvelle-Guinée. Elle se rencontre vers Finschhafen.

## Description
Le mâle holotype mesure 3 mm.

## Publication originale
- Roewer, 1949 : « Über Phalangodiden I. (Subfam. Phalangodinae, Tricommatinae, Samoinae.) Weitere Weberknechte XIII. » Senckenbergiana, vol. 30, p. 11–61.